# Muratura a sacco

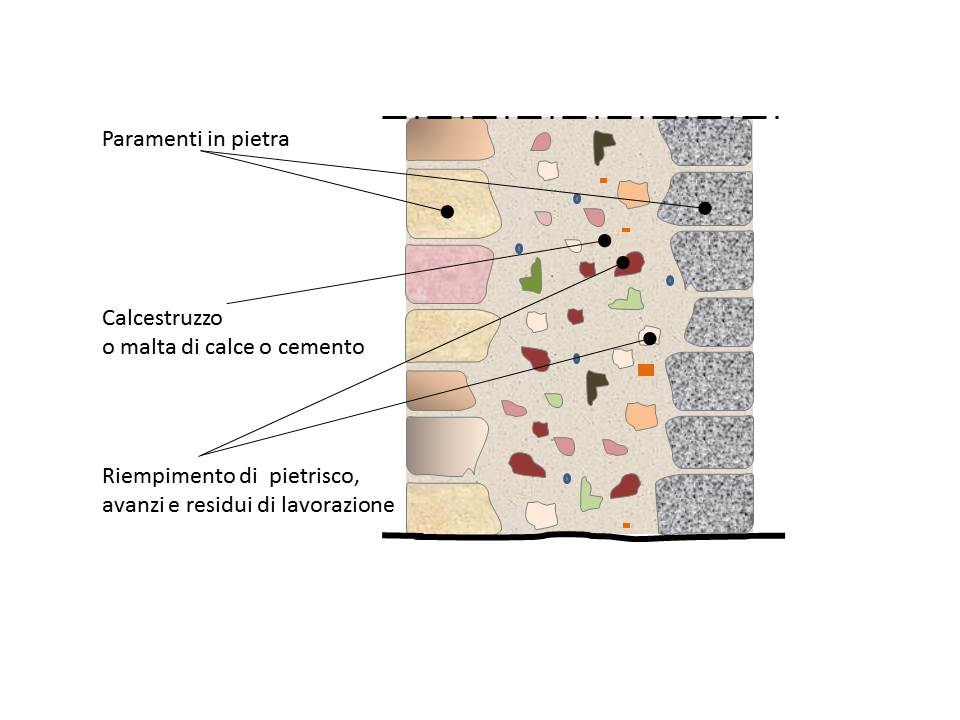
Muro a sacco con paramenti in pietra

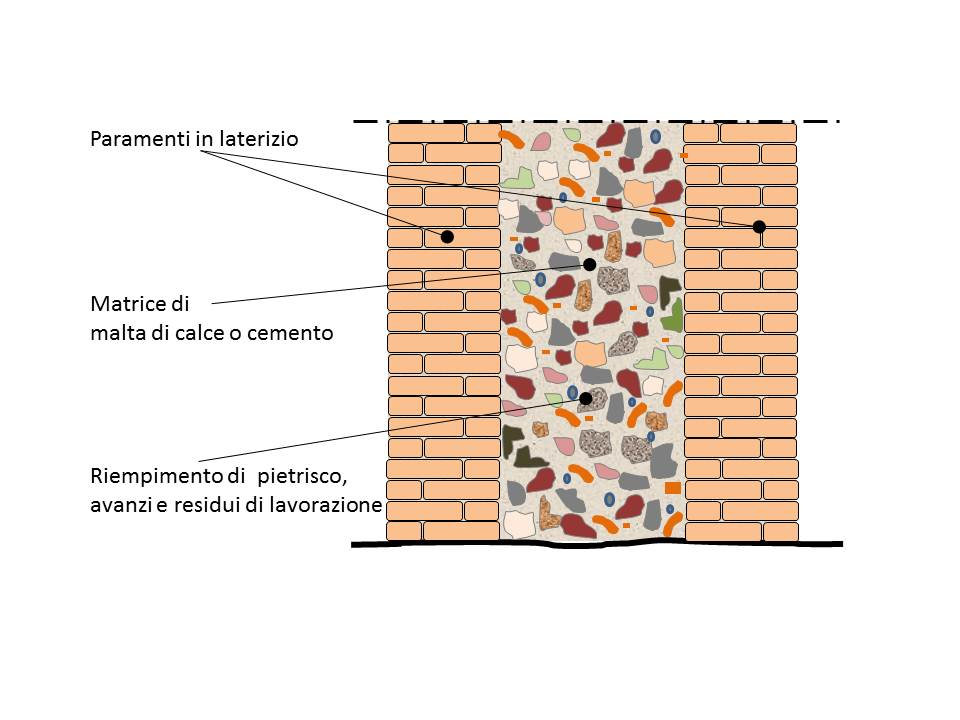
Muro a sacco con paramenti in mattoni e riempimento in pietrisco e residui di lavorazione – tipico muro a sacco romano

La muratura a sacco è un tipo di muratura portante che si ritrova  usata di frequente  per la costruzione di edifici storici e opere difensive, consistente in due muri realizzati in pietra o mattoni paralleli e distanziati fra loro (aventi la funzione di cassero di contenimento e finitura superficiale), riempiti all'interno con una miscela di pietrisco e avanzi di lavorazione dei paramenti, legati da malta di cemento o di calce. Il nome deriva dal fatto che i due muri costituiscono una specie di sacco nel quale viene versato il riempimento.

## Storia
La muratura a sacco nasce come evoluzione del terrapieno rivestito di assi, pietre o mattoni. Il rivestimento serviva a dare al terrapieno una resistenza maggiore e renderne più difficile la scalata da parte dei nemici. La diga di Sadd el-Khafara alta 14 metri e costruita in muratura a sacco nel Wadi Al-Garawi vicino ad Helwan in Egitto risale al 2900 – 2600 a.C.
I Greci chiamavano la muratura a sacco emplecton e ne fecero uso in particolare nella costruzione delle mura difensive delle loro poleis.
La muratura a sacco venne usata durante i secoli fino ai nostri giorni, come attestano le costruzioni medievali di mura difensive e opere di grandi dimensioni.
La muratura a sacco "moderna" viene realizzata con un getto di calcestruzzo senza elementi di risulta e con armatura interna in acciaio. Questo consente di ottenere maggiore elasticità, ottima resistenza statica ed anti sismica e conservare l'unità tra forma e struttura tipica delle costruzioni con muri esterni portanti. Alle pareti a sacco così realizzate è possibile assegnare tutti i compiti strutturali, liberando gli spazi interni da eccessivi vincoli.

## Considerazioni statiche
La struttura composita della muratura a sacco non ha mai un comportamento monolitico. Essa infatti tende ad essere tripartita: la malta di legame del riempimento non riesce a dare sufficiente legame con i paramenti esterni e si creano, anche per fenomeni di ritiro della malta stessa, due piani di scivolamento tra il nucleo centrale e i due paramenti. Quanto più è piana e liscia la faccia interna del paramento (per esempio nel caso dei mattoni) tanto più facile è questo scollamento. Ne risulta un comportamento statico differente dei due elementi esterni e del nucleo.
Il nucleo di scarsa qualità può subire uno schiacciamento ed arrivare ad espandersi creando una pressione orizzontale sui muri di contenimento e portare al collasso statico dell'intera muratura.
Anche in assenza di schiacciamento il materiale del riempimento risulta, dal punto di vista statico, un elemento non essenziale. La capacità portante va assegnata per intero ai due paramenti e ai leganti usati in essi.
La muratura a sacco differisce dall'opus coementicium dell'architettura romana, dove il nucleo interno del muro era tessuto contemporaneamente alla cortina esterna (paramento). Veniva così aumentata la capacità statica e portante del muro che risultava comportarsi come un unico elemento, piuttosto elastico e particolarmente resistente a sollecitazioni tanto verticali, quanto orizzontali.
Al giorno d'oggi la muratura a sacco è sconsigliata per la sua scarsa resistenza strutturale. Laddove si voglia mantenere la tecnica costruttiva, si consiglia il riempimento con calcestruzzo di cemento che, pur non garantendo un perfetto comportamento monolitico, dà al nucleo una resistenza alla compressione confrontabile con quella dei paramenti di contenimento.